# Geranium texanum
Geranium texanum är en näveväxtart som först beskrevs av William Trelease, och fick sitt nu gällande namn av Amos Arthur Heller. Geranium texanum ingår i släktet nävor, och familjen näveväxter. Inga underarter finns listade i Catalogue of Life.